# Formation de Kaiparowits
La formation de Kaiparowits est une couche sédimentaire épaisse de 850 m, formée il y a entre 76,6 et 74,5 Ma (millions d'années), durant une partie du Campanien (Crétacé supérieur). Cette formation géologique se trouve sur le plateau de Kaiparowits dans le Monument national de Grand Staircase-Escalante, dans le sud de l'Utah, à l'ouest des États-Unis d'Amérique.

## Lithologie
Les couches de grès correspondent à des dépôts de rivières tandis que les lits d'argiles représentent des dépôts alluvionnaires d'inondations de plaines. Elles sont très fossilifères. La plupart des fossiles ont été découverts dans la moitié supérieure de la formation. Les travaux de terrain pour la recherche de fossiles sont principalement menés par le Muséum d'Histoire naturelle de l'Utah.

## Âge

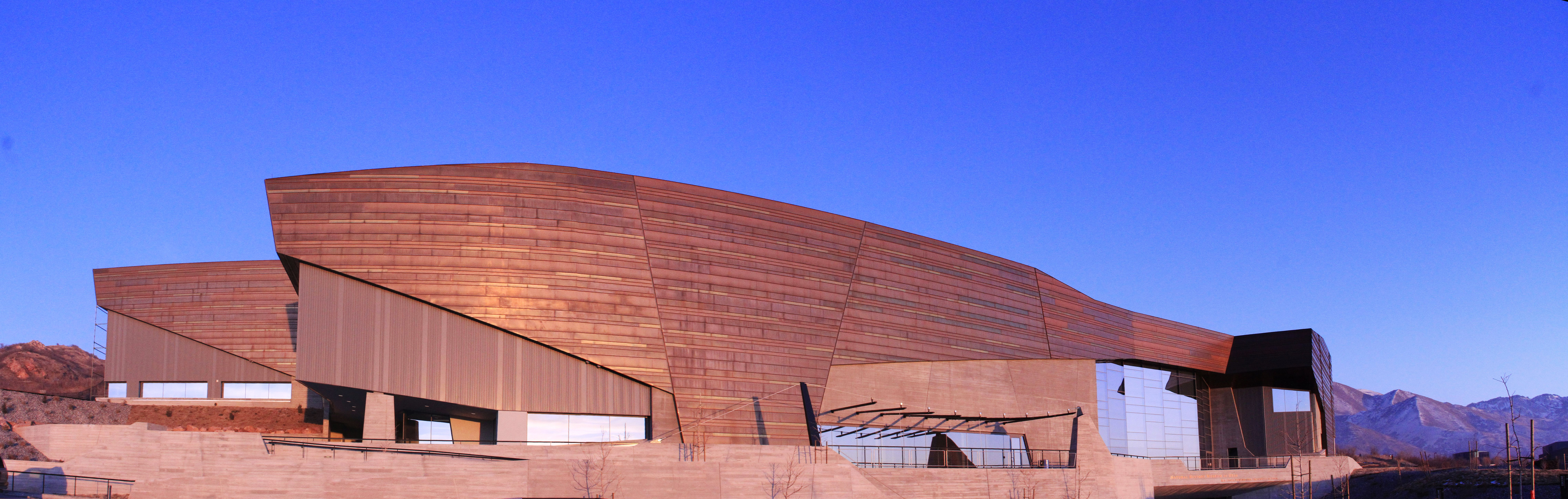
Rio Tinto Center : bâtiment du Muséum d'Histoire naturelle de l'Utah

Elle est datée du Campanien (Crétacé supérieur) et est constituée d'alluvions déposées dans une grande plaine sur la côte ouest de l'île-continent de Laramidia.

## Paléofaune
Les animaux présents comprennent des chondrichthyens (requins et raies), des poissons osseux cuirassés, des amias, des esturgeons, des grenouilles, des salamandres, des tortues, des lézards, des crocodiliens, des coelurosauriens théropodes tels que les dromaeosauridés, troodontidés et Ornithomimus velox, dinosaures cuirassés, le dinosaure à bec-de-canard Parasaurolophus cyrtocristatus et plusieurs mammifères primordiaux, incluant des multituberculés, des marsupiaux et des insectivores. Des découvertes récentes comprennent de grands spécimens à bec de canard Gryposaurus, y compris la nouvelle espèce G. monumentensis et les premiers restes décrits de l'oviraptoridé Hagryphus giganteus.
Des traces fossiles sont aussi connues dans la formation de Kaiparowits, y compris une impression de peau d'hadrosaure très bien conservée étudiée par Herrero et Farke.

### Ornithischiens
| Ornithischiens décrits dans la formation de Kaiparowits | Ornithischiens décrits dans la formation de Kaiparowits | Ornithischiens décrits dans la formation de Kaiparowits | Ornithischiens décrits dans la formation de Kaiparowits | Ornithischiens décrits dans la formation de Kaiparowits | Ornithischiens décrits dans la formation de Kaiparowits | Ornithischiens décrits dans la formation de Kaiparowits |
| Genres                                                  | Espèces                                                 | Localisation                                            | Position stratigraphique                                | Matériel                                                | Notes                                                   | Images                                                  |
| ------------------------------------------------------- | ------------------------------------------------------- | ------------------------------------------------------- | ------------------------------------------------------- | ------------------------------------------------------- | ------------------------------------------------------- | ------------------------------------------------------- |
| Euoplocephalus                                          | Indeterminé                                             |                                                         |                                                         |                                                         |                                                         |                                                         |
| Gryposaurus                                             | G. monumentensis                                        |                                                         |                                                         |                                                         | Un saurolophiné                                         |                                                         |
| Parasaurolophus                                         | P. cyrtocristatus                                       |                                                         |                                                         |                                                         | Un lambeosauriné                                        |                                                         |
| Stegoceras                                              | Indeterminé                                             |                                                         |                                                         |                                                         |                                                         |                                                         |
| Triceratops                                             | Indeterminé                                             |                                                         |                                                         |                                                         |                                                         |                                                         |
| Nasutoceratops                                          | N. titusi                                               |                                                         | Unité médiane de la formation supérieure de Kaiparowits |                                                         | Un centrosauriné                                        |                                                         |
| Kosmoceratops                                           | K. richardsoni                                          |                                                         |                                                         |                                                         | Un chasmosauriné                                        |                                                         |
| Utahceratops                                            | U. gettyi                                               |                                                         |                                                         |                                                         | Un chasmosauriné                                        |                                                         |

### Théropodes
| Theropodes décrits dans la formation de Kaiparowits | Theropodes décrits dans la formation de Kaiparowits | Theropodes décrits dans la formation de Kaiparowits | Theropodes décrits dans la formation de Kaiparowits | Theropodes décrits dans la formation de Kaiparowits | Theropodes décrits dans la formation de Kaiparowits | Theropodes décrits dans la formation de Kaiparowits |
| Genres                                              | Espèces                                             | Localisation                                        | Position stratigraphique                            | Matériel                                            | Notes                                               | Images                                              |
| --------------------------------------------------- | --------------------------------------------------- | --------------------------------------------------- | --------------------------------------------------- | --------------------------------------------------- | --------------------------------------------------- | --------------------------------------------------- |
| Albertosaurus                                       | Indeterminé                                         |                                                     |                                                     |                                                     |                                                     |                                                     |
| Avisaurus                                           | Sans nom                                            |                                                     |                                                     |                                                     | Un enantiornithiné                                  |                                                     |
| Hagryphus                                           | H. giganteus                                        |                                                     |                                                     |                                                     | Un elmisauriné                                      |                                                     |
| Ornithomimus, ?                                     | O. velox, ?                                         |                                                     |                                                     |                                                     | Probablement non référençable à Ornithomimus.       |                                                     |
| Paronychodon                                        | Indeterminé                                         |                                                     |                                                     |                                                     |                                                     |                                                     |
| Richardoestesia                                     | Indeterminé                                         |                                                     |                                                     |                                                     |                                                     |                                                     |
| Talos                                               | T. sampsoni                                         |                                                     |                                                     |                                                     | Un troodontidé                                      |                                                     |
| Teratophoneus                                       | T. curriei                                          |                                                     |                                                     |                                                     | Un tyrannosauridé                                   |                                                     |
| Troodon                                             | Indeterminé                                         |                                                     |                                                     |                                                     |                                                     |                                                     |

## Sources
- (en) Cet article est partiellement ou en totalité issu de l’article de Wikipédia en anglais intitulé « Kaiparowits Formation » (voir la liste des auteurs).